# Монардов пух
Монардов пух (лат. Graphiurus monardi) је врста глодара из породице пухова (Gliridae). 

## Распрострањење
Врста има станиште у Замбији и Анголи. Присуство у ДР Конгу је непотврђено.

## Станиште
Станиште врсте су саване. 

## Угроженост
Подаци о распрострањености ове врсте су недовољни.